# الگا، قزاقستان
الگا، قزاقستان (به لاتین: Alga, Kazakhstan) یک منطقهٔ مسکونی در قزاقستان است که در استان آکتوبه واقع شده‌است.

## خصوصیات
الگا ۱۹٬۷۰۵ نفر جمعیت دارد.